# Hebridele interioare
Hebridele interioare (în engleză Inner Hebrides, în scoțiană Na h-Eileanan a-staigh) este un arhipelag în nord-vestul Scoției, Regatul Unit. Administrativ face parte din districtele Argyll and Bute și Highland.

## Geografie
Arhipelagul constă din 79 de insule (dintre care 35 populate și 44 respectiv, nepopulate), în total ocupând o suprafață de 4.130 km². Cea mai mare insulă, Skye înregistrează și cel mai înalt punct (muntele Sgùrr Alasdair) cu 993 m deasupra nivelului mării. Climatul este umed, marin, cu precipitații frecvente și abundente în toate anotimpurile.
Pe Hebride se întâlnesc mai puține specii decât pe insula principală a țării. Cu toate acestea, unele dintre păsări nu se regăsesc în Marea Britanie (vulturul codalb, Cepphus grylle, cioara gulerată). De asemenea se întâlnesc mai multe tipuri de foci

## Populație
Primii oameni apar în epoca neolitică. În evul mediu arhipelagul aparține de statul Dal Riada, ulterior de regatul Insulelor. Odată cu tratatul de la Perth insulele trec de partea Scoției, după care în 1707 intră în componența Regatului Unit.

## Economie
Locuitorii insulelor sunt angajați mai ales în pescuit, agricultură, producție de whisky. Este dezvoltată industriei turismului. Astfel, vizitare Hebridelor la inspirat pe Mendelssohn la crea  uverturei „Peștera lui Fingal”.

## Galerie

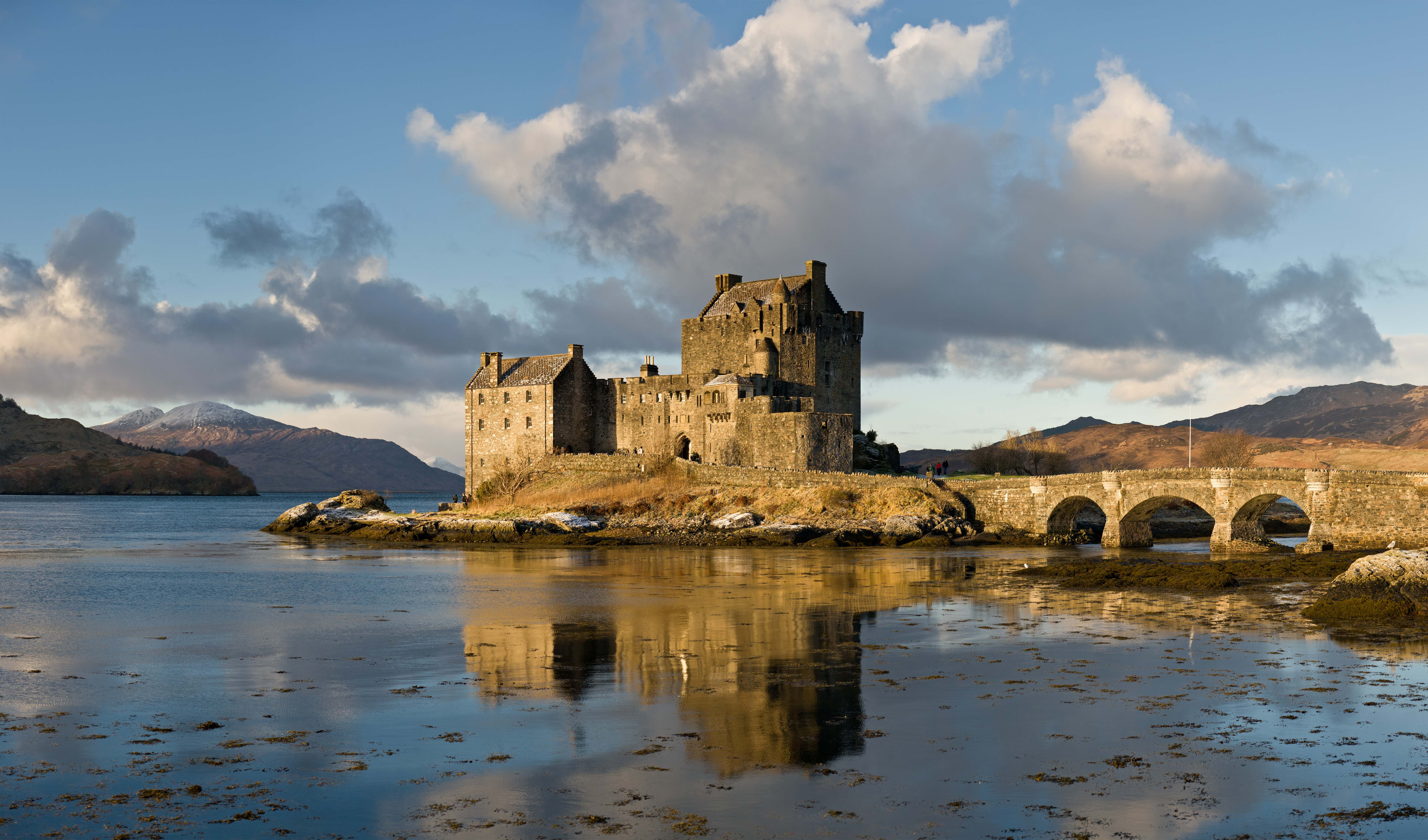
Castelul Eilean Donan
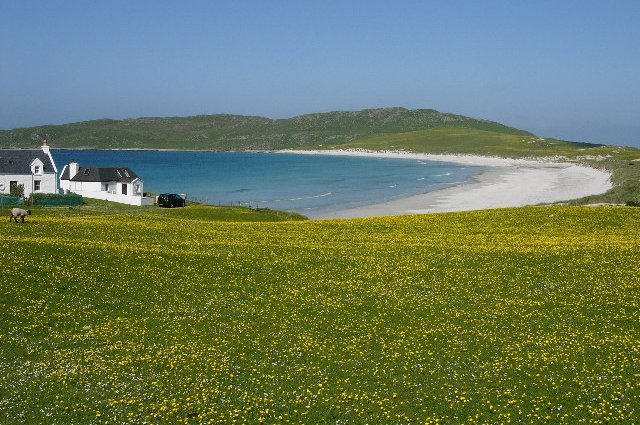
Insula Tiree
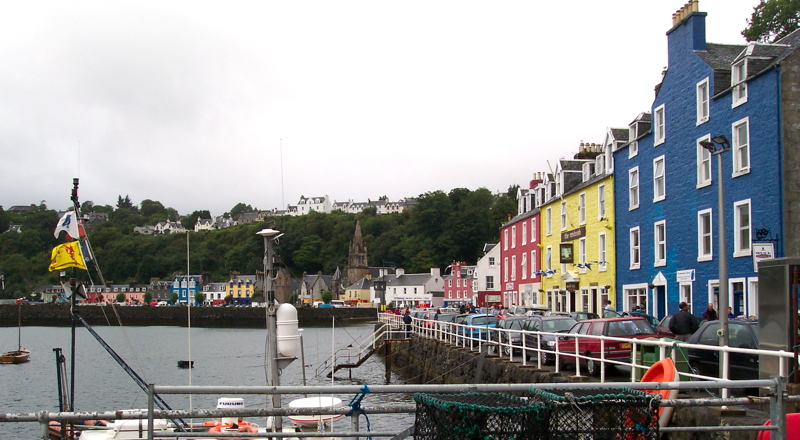
Tobermory, insula Mull
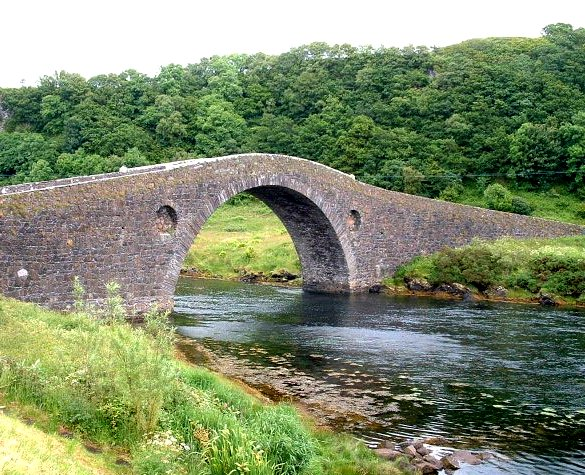
Podul Clachan
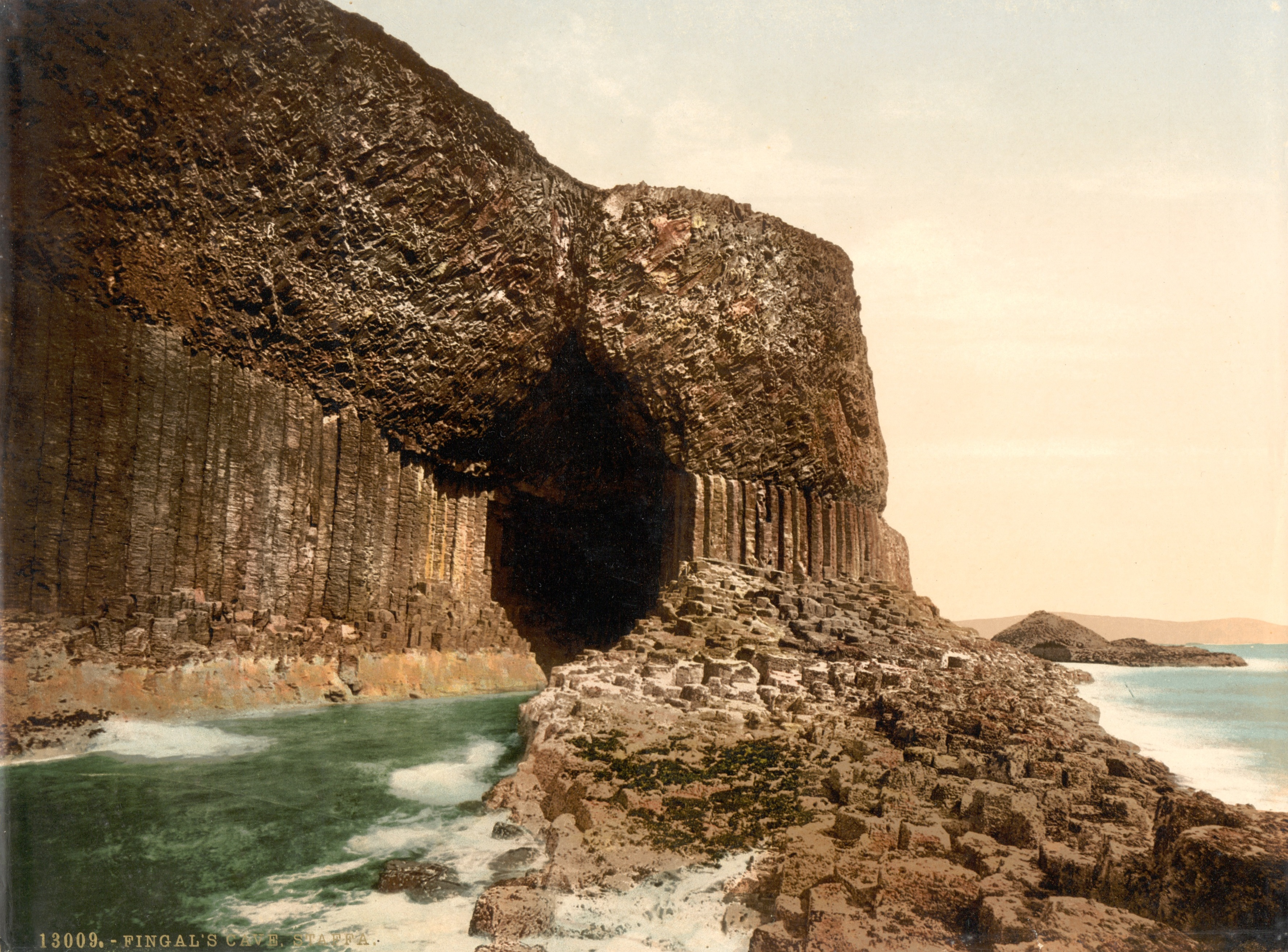
Peștera lui Fingal, imagine din 1905
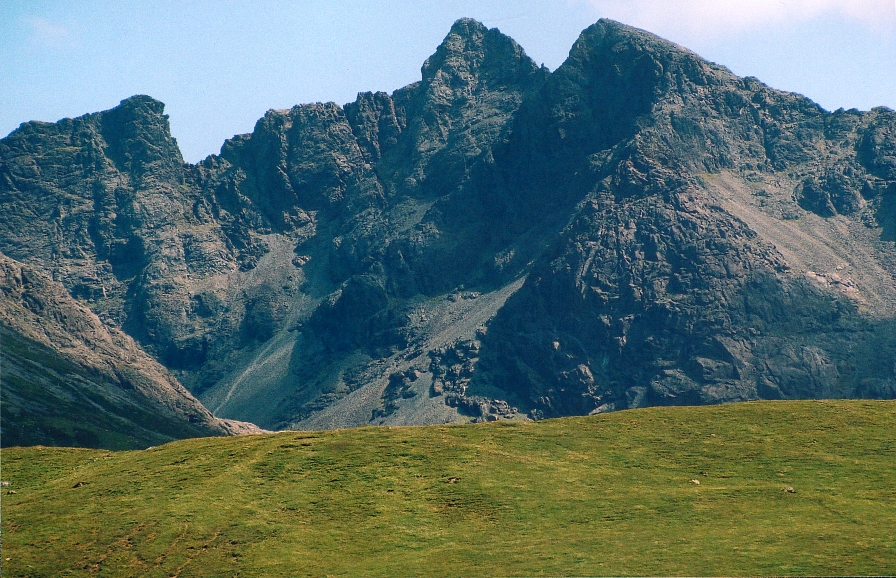
Sgùrr Alasdair, cel mai înalt vârf de pe Hebridele interioare

## Legături externe
- Ghid în Sudul Hebridelor interioare